# Michael Heizer
Michael Heizer est un artiste contemporain spécialisé dans les sculptures à grande échelle et dans le Land art.
Heizer est né à Berkeley, Californie en 1944 ; il a commencé sa carrière en produisant des peintures et des sculptures conventionnelles et de petite taille. Vers la fin des années 1960, Heizer a quitté New York pour les déserts de la Californie et du Nevada, où il a commencé à produire à large échelle des travaux qui ne pourraient pas être disposés dans un musée, excepté peut-être en photographie. Ceci aboutit à la production du Double Negative, une sculpture négative composée de deux entailles, séparées par du vide, coupant le côté d'une mésa dans le désert du Nevada et mesurant au total 1 500 pieds de long, 50 pieds de profondeur et 30 pieds de large. 240 000 tonnes de roches ont été déplacées.
Depuis lors, Heizer a continué à œuvrer dans le champ du Land Art et dirigé ses efforts principalement sur City à partir de 1972, une "ville-sculpture" d'environ 2,4 km sur 1,6 km, en perpétuelle construction dans le désert du Comté de Lincoln (Nevada). Il a également produit un certain nombre de peintures abstraites. Ses sculptures à grande échelle, souvent inspirées par les formes produites par les indiens d'Amérique, peuvent être trouvées dans les musées et les espaces publics à travers le monde.
Depuis la fin des années 1990, le travail de Heizer s'est concentré principalement sur  City, soutenu par la Dia Art Foundation avec l'aide d'une subvention de la Lannan Foundation (en). Cette œuvre, qu'il façonne depuis 50 ans et qu'il ne considère toujours pas achevée, doit néanmoins ouvrir au public le 2 septembre 2022,.

## Œuvre récente
Son dernier projet, intitulé Levitated Mass, a été conçu pour le Los Angeles County Museum of Art (LACMA) avec le soutien de donateurs privés. Il a impliqué le déplacement d'un bloc de granit de 340 tonnes depuis une carrière de Jurupa Valley (comté de Riverside) jusqu'au LACMA. Ce convoi particulièrement exceptionnel d'environ 90 m de long a circulé dans les rues de Los Angeles, durant dix nuits, entre le 28 février et le  10 mars 2012. Le rocher mesure 6,5 m de large par 6,5 m de haut et installé au-dessus d'une tranchée d'environ 140 m de long. Ce projet, comme la plupart des œuvres réalisées par Heizer dans les déserts américains, est une expérience artistique. Le public, ici, est invité à faire l'expérience d'une masse en lévitation en empruntant une gigantesque tranchée sculptée dans le sol qui le conduit à passer sous un gigantesque rocher. L'inauguration de Levitated Mass a eu lieu le 24 juin 2012. Un film-documentaire du réalisateur Doug Pray est sorti en 2013.

## Liste d'œuvres
- Double Negative (1969-70), situé près de (Overton, Nevada)
- Isolated Mass/Circumflex (#2) (1968–72), Menil Collection (Houston, Texas)
- 45 Degrees, 90 Degrees, 180 Degrees (1984), Rice University (Houston, Texas)
- City (1972, unfinished), dans le Comté de Lincoln (Nevada)
- Levitated Mass (juin 2012), Pelouse nord du Pavillon Resnick au LACMA (Los Angeles, Californie)

## Livres en français
- Sculpture in Reverse, Michael Heizer, Editions Lutanie, 2014. Bilingue (anglais, français).

## Sources
- (en) Cet article est partiellement ou en totalité issu de l’article de Wikipédia en anglais intitulé « Michael Heizer » (voir la liste des auteurs).